# Belgische Futsalnationalmannschaft
Die belgische Futsalnationalmannschaft ist eine repräsentative Auswahl belgischer Futsalspieler. Die Mannschaft vertritt den belgischen Fußballverband bei internationalen Begegnungen. Das Team zählte in der Frühphase der Sportart zu den stärksten Mannschaften Europas, mit der Jahrtausendwende rutschte das Team ins Mittelmaß ab.

## Abschneiden bei Turnieren
Auf Einladung der FIFA entsendete der belgische Fußballverband 1989 ein Team zur ersten Futsal-Weltmeisterschaft in den Niederlanden. Das Team scheiterte erst im Halbfinale am späteren Weltmeister Brasilien im Sechsmeterschießen und belegte am Ende den vierten Rang. Bei den folgenden beiden Weltmeisterschaften (1992, 1996) reichte es jeweils zum Einzug in die Zwischenrunde, seither wurde die WM-Qualifikation verpasst.
Auch bei der Futsal-Europameisterschaft gelang bei der ersten Austragung das beste Ergebnis, nach einem 3:2-Erfolg im Spiel um Platz 3 schloss man das Turnier von 1996 auf dem Bronzeplatz ab. Seither schied man entweder bereits in der Vorrunde aus (1999, 2003, 2010, 2014) oder qualifizierte sich erst gar nicht für die EM-Endrunde (2001, 2005, 2007, 2012, 2016).

### Futsal-Weltmeisterschaft
- 1989 – 4. Platz
- 1992 – Zwischenrunde
- 1996 – Zwischenrunde
- 2000 – nicht qualifiziert
- 2004 – nicht qualifiziert
- 2008 – nicht qualifiziert
- 2012 – nicht qualifiziert
- 2016 – nicht qualifiziert
- 2021 – nicht qualifiziert
- 2024 – nicht qualifiziert

### Futsal-Europameisterschaft
- 1996 – 3. Platz
- 1999 – Vorrunde
- 2001 – nicht qualifiziert
- 2003 – Vorrunde
- 2005 – nicht qualifiziert
- 2007 – nicht qualifiziert
- 2010 – Vorrunde
- 2012 – nicht qualifiziert
- 2014 – Vorrunde
- 2016 – nicht qualifiziert
- 2018 – nicht qualifiziert
- 2022 – nicht qualifiziert